# Quarta Ponte Marítima Macau-Taipa
A Quarta Ponte Marítima Macau-Taipa (em chinês: 澳氹第四條跨海大橋), também designada a Quarta Ligação Rodoviária (em chinês: 第四通道), é uma ponte rodoviária da Região Administrativa Especial de Macau, que está em construção. O seu comprimento total é de 3 085 metros e a sua construção será concluída em Janeiro de 2024.

## Planeamento
Desde o início do mandato de 5.º Chefe do Executivo de Macau que tem efectuado de forma detalhada a comparação entre as opções de ligação em ponte e túnel para a quarta travessia marítima. Foi recomendada no final a opção de travessia em ponte e o mesmo foi aprovado em Dezembro de 2015 pelo Governo da Região Administrativa Especial de Macau.
Iniciaram-se em 2016 os trabalhos de elaboração do estudo de viabilidade de construção sobre o empreendimento da Quarta Ponte Marítima Macau-Taipa, estudos especializados nos temas de prevenção contra inundações, debate de navegabilidade da Ponte, entre outros, e ficaram concluídos e submetido superiormente no fim de 2016 à apreciação e aprovação do Governo Centra Só até o mês de Julho de 2017 quando recebeu a resposta com aprovação e opiniões, acabou de ter iniciado demais debate complementar sobre a segurança de navegação marítima. O empreendimento ficou finalmente aprovado em Março de 2018. Com base nas respectivas opiniões e solicitações, os trabalhos de concepção preliminar encontraram-se concluídos em Julho de 2018.

## Concepção
O ponto de partida da Quarta Ponte Marítima será localizado no lado leste da “Zona A” dos Novos Aterros Urbanos de Macau e ligado com a ilha artificial do posto fronteiriço da Ponte Hong Kong-Zhuhai-Macau, passando sobre os canais marítimos de acesso ao porto exterior e interior, e o ponto de chegada da mesma situada na “Zona E1” dos Novos Aterros Urbanos de Macau, com dotação ainda de um viaduto destinado de articulação e conexão directa com o túnel da Colina Taipa Grande. A linha principal da Ponte tem cerca de 3,1 quilómetros de comprimento total, tendo um troço sobre o mar cerca de 2,9 quilómetros de comprimento, com instalação de duas pontes sobre vãos navegáveis, cuja distância de afastamento atinge 280 metros.
A estrada da linha principal da Ponte consiste de oito faixas de rodagem nos dois sentidos, com as duas faixas de rodagem centrais reservadas como via especial para ciclomotores e motociclos. Serão instaladas barreiras de protecção contra o vento dentro da área da linha principal da Ponte, para que a velocidade de vento no tabuleiro da Ponte não ficará superior à velocidade de vento nos seus encontros terrestres, fazendo com que a velocidade relativa de vento no tabuleiro da Ponte em caso de tufão de sinal n.º 8 seja inferior à velocidade de vento prevista no caso de ocorrência de tufão de sinal n.º 8, possibilitando a condução e viação em uniformidade com a das áreas terrestres.

## Construção
A “Empreitada de Concepção e Construção da Quarta Ponte Marítima Macau-Taipa” foi consignada no dia 26 de Março de 2020. Presentemente, já foi concluído, na Zona A, um conjunto de trabalhos preparatórios da empreitada, nomeadamente, a construção de acessos provisórios, montagem do escritório temporário, prospecção geotécnica, levantamento geológico e hidrográfico do local da obra, bem como realizou-se o ensaio e estudos relevantes. A cerimónia de início da obra, com a cravação da primeira estaca, teve lugar no dia 26 de Agosto de 2020.